# Fredo Raxon

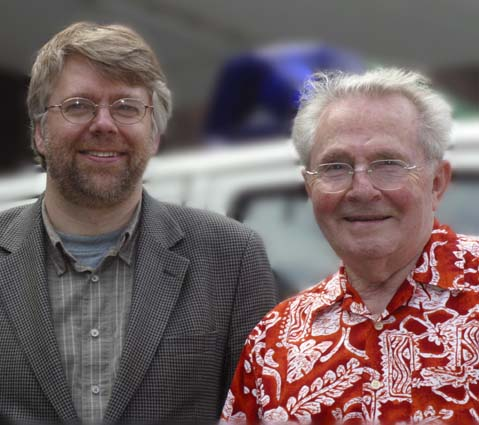
Fredo Raxon (re.) mit Richard Hatch, 2003

Fredo Raxon (* 24. Juli 1923 in Leipzig als Fritz Frackmann; † 15. Dezember 2008 in Königstein im Taunus) war ein deutscher Zauberkünstler und Bühnentaschendieb.

## Leben und Wirken

### Die Anfänge
Er war der dritte Sohn seiner Mutter Magdalene de Planque und des Vaters Curt „Fracka“ Frackmann. Der älteste Bruder Gerhard, aus erster Ehe der Mutter, war Fotograf wie der Großvater Maximilian de Planque, der die Bezeichnung „Kaiserlicher Hoffotograf“ trug.
Fritz Frackmann ging in Leipzig zur Realschule und begann, nachdem er die mittlere Reife abgelegt hatte, eine kaufmännische Lehre bei dem Fotografen Karl Herman Pinkau in Leipzig (Sohn von Karl Pinkau).
Bereits mit 12 Jahren hatte Fritz mit der Zauberei begonnen. Sein Vater hatte ihn eines Tages mit auf den Kirmesplatz genommen, wo die „Cumberland Schau“ spielte. Deren Leiter Curt Vogt, wurde Fritz’ erster Zauberlehrer, allerdings mit etwas Widerwillen. Erst als Vogts Medium, Käthe Bley alias „Magneta, das schwebende Rätsel“, sich für Fritz einsetzte, begann der Zauberunterricht. Der nächste Lehrmeister wurde danach Fredo Marvelli.

### Kriegszeit
1941 wurde Fritz Frackmann mit 19 Jahren zur Wehrmacht eingezogen und musste am Russlandfeldzug 1941 teilnehmen, was ihm 1944 eine 5 Jahre lange sowjetische Kriegsgefangenschaft bei Nowgorod am Ilmensee einbrachte. Auf der einen Seite überlebte er diese dank seiner Zauberkünste, die er immer wieder in dem Lazarett zeigen musste, aber auf der anderen Seite behielten ihn die Russen auch genau deswegen länger bei sich, weil ihnen die Zauberei so gut gefiel, mit der Fritz Frackmann die Lagergenossen bei Laune halten konnte. Insgesamt achtmal stand er auf der Heimkehrerliste, ehe er dann doch 1949 endlich freikam. Da konnte es sich Fritz Frackmann aber nicht verkneifen, dem Kommandanten des Lazaretts die Taschenuhr zu stehlen – es ist die einzige, die er nicht wieder zurückgab.
Nachdem Fritz Frackmann aus dem Krieg heimgekehrt war, sollte er zunächst zusammen mit seinem Bruder Hans den väterlichen Betrieb, Hotel-Silber und -Porzellan, übernehmen. Da aber eine baldige Enteignung in Leipzig absehbar war, entschloss er sich, sein Hobby Zauberei zum Beruf zu machen.

### Der Berufskünstler
1955 verließ Fredo Raxon, wie er sich nun nannte, Ostdeutschland – als Artist hatte er Reisefreiheit. Seine Ehefrau – sie heirateten am 16. November 1954 – folgte mit einem Wohnwagen. Die erste Station war Düsseldorf. 1958 wohnten sie in Ratingen, 1961 in Leverkusen. Immer noch im Wohnwagen. 1964 kaufte Fredo Raxon, die erste Eigentumswohnung in Köln. 1968 zogen sie nach Königstein, wo Fredo Raxon bis zu seinem Tode lebte.
Zu seinen bekanntesten Zauberschülern gehören der US-amerikanische Zauberkünstler Richard Hatch und die Deutschen Ted Lesley und Wittus Witt.
Mit Heinz Erhardt ging er 1966 auf eine Deutschlandtournee.

## TV-Sendungen
Fredo Raxon war Gast in mehreren TV-Sendungen: in der Mike-Molto-Show, und beim TV-Tanzlehrer-Ehepaar Fern in der Sendung Gestatten Sie? – Tanzunterricht mit dem Ehepaar Fern. Dem Schauspieler Til Schweiger brachte er für einen Film Zauberkunststücke bei.

## Kreationen
- Master Billet Move (Video plus englischsprachige Anleitung)[10]
- Coin Roll[11]

## Nachweise
1. ↑  Persönlichkeiten, Verlag Detlef Hartung, 2013, Seite 3
2. ↑  Persönlichkeiten, Verlag Detlef Hartung, 2013, Seite 5
3. ↑  Magische Welt, Heft 3, 1978, 22. Jahrgang, Seite 168
4. ↑  Persönlichkeiten, Verlag Detlef Hartung, 2013, Seite 11
5. ↑  Persönlichkeiten, Verlag Detlef Hartung, 2013, Seite 15
6. ↑  Magische Welt, Heft 3, 1986, 25. Jahrgang, Seite 196
7. ↑  Magische Welt, Heft 6, 2010, 59. Jahrgang, Seite 252
8. ↑  Tanzende Stäbe, Ausstellungsbroschüre, Seite 16, ISBN 978-3-00-048883-2
9. ↑  Persönlichkeiten, Verlag Detlef Hartung, 2013, Seite 4
10. ↑  Magische Welt, Heft 2, 2002, 51. Jahrgang, Seite 442
11. ↑  Magische Welt, Heft 5, 2003, 52. Jahrgang, Seite 275